# Linda Villumsen
Linda Melanie Villumsen Serup (* 9. April 1985 in Herning) ist eine ehemalige neuseeländische Radrennfahrerin, die in Dänemark geboren wurde.

## Sportliche Karriere
Seit 2004 hatte Linda Villumsen international Erfolge im Straßenradsport. 2006 und 2007 wurde sie Europameisterin (U23) im Einzelzeitfahren, 2006, 2008 und 2009 zweifache dänische Meisterin im Straßenrennen sowie im Einzelzeitfahren. 2006 belegte sie zudem bei den dänischen Bahn-Meisterschaften den dritten Platz in der Einerverfolgung.
2006 siegte Linda Villumsen in der Gesamtwertung der Route de France Féminine, 2009 gewann sie den Grand Prix Copa Etrusca sowie 2009 die Internationale Thüringen-Rundfahrt der Frauen. 2009 belegte sie bei der Straßen-WM in Mendrisio den dritten Platz im Einzelzeitfahren; bei ihrer Teilnahme an den Olympischen Spielen 2008 in Peking den fünften Platz im Straßenrennen und den 13. im Einzelzeitfahren.
Im Jahr 2009 nahm Villumsen die neuseeländische Staatsbürgerschaft an. 2010 wurde sie Zweite der neuseeländischen Straßenmeisterschaft und Dritte im Einzelzeitfahren. In der Gesamtwertung der Tour of New Zealand 2010 belegte sie den sechsten Platz in der Gesamtwertung. Im selben Jahr errang sie in Geelong bei den Straßen-Weltmeisterschaften den dritten Platz im Einzelzeitfahren.
Bei den UCI-Straßen-Weltmeisterschaften 2011 in Kopenhagen belegte sie Rang zwei im Zeitfahren hinter Judith Arndt. 2013 wurde sie neuseeländische Meisterin im Einzelzeitfahren und belegte bei den UCI-Straßen-Weltmeisterschaften 2013 in Florenz den zweiten Rang hinter Ellen van Dijk. 2014 gewann sie das Einzelzeitfahren der Frauen bei den Commonwealth Games.
Zu Beginn des Jahres 2015 gewann sie die neuseeländische Meisterschaft im Straßenrennen. Bei den UCI-Straßen-Weltmeisterschaften 2015 in Richmond gewann sie den Titel im Einzelzeitfahren. Da sie hierbei jedoch nicht die Zeitfahrmaschine des Radausstatters ihres Teams United Healthcare verwendete, erwog das Teammanagement vorübergehend ihre Kündigung. 2016 startete sie bei den Olympischen Spielen im Straßenrennen und belegte Rang sechs.
Bei den Commonwealth Games 2018 gewann Villumsen die Silbermedaille im Einzelzeitfahren. Anschließend beendete sie ihre Radsportlaufbahn.

## Privates
Linda Villumsen war mehrere Jahre mit der ehemaligen Radsportlerin Emma Trott liiert, der älteren Schwester der mehrfachen Olympiasiegerin Laura Trott.

## Erfolge

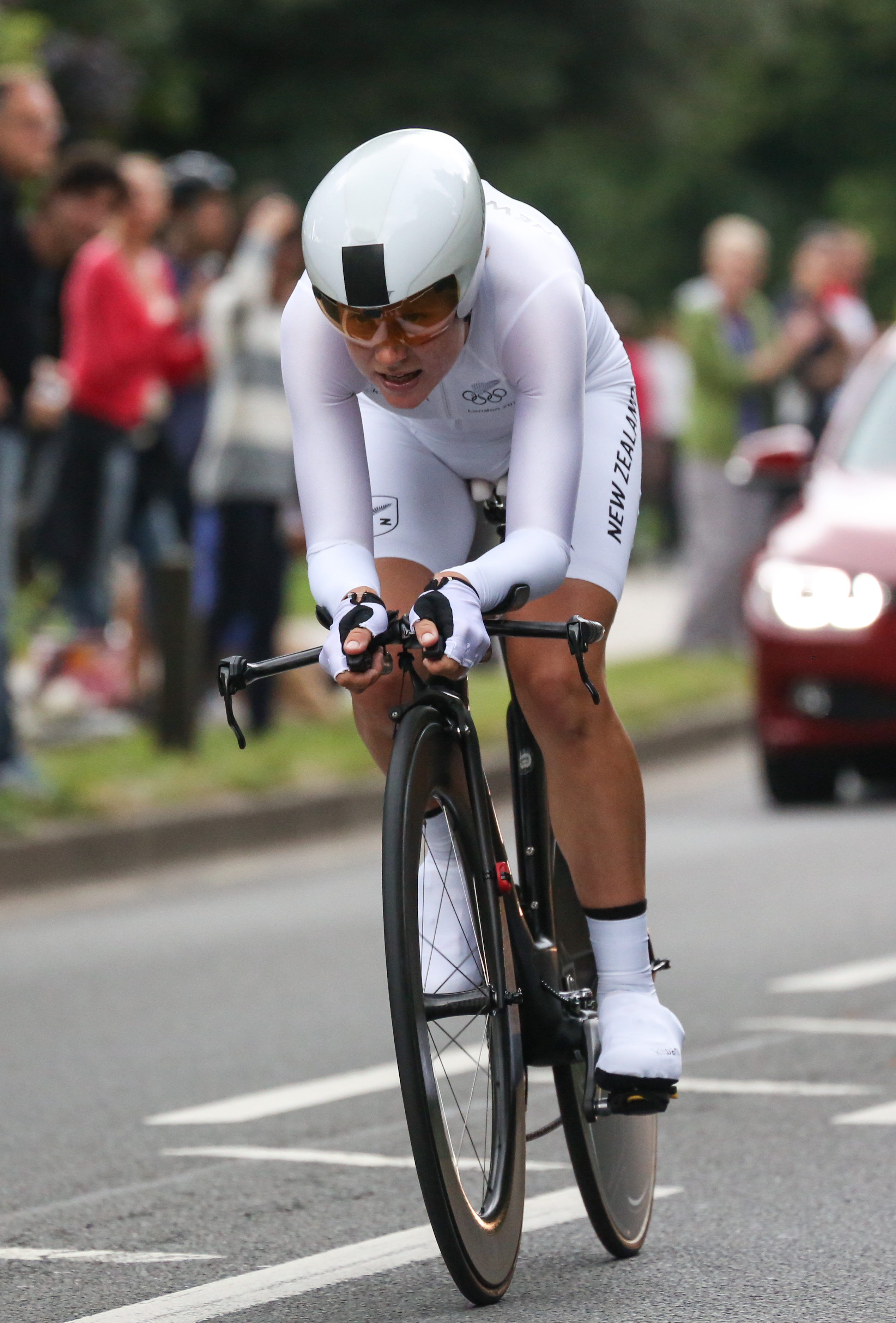
Villumsen beim Einzelzeitfahren der Olympischen Spiele 2012

2006
- Dänische Meisterin – Einzelzeitfahren
- Dänische Meisterin – Straßenrennen
- Europameisterschaft – Zeitfahren (U23)

2007
- Europameisterschaft – Zeitfahren (U23)

2008
- Dänische Meisterin – Einzelzeitfahren
- Dänische Meisterin – Straßenrennen

2009
- Dänische Meisterin – Einzelzeitfahren
- Dänische Meisterin – Straßenrennen
- eine Etappe  Tour de l’Aude Cycliste Féminin
- eine Etappe  Rabo Ster Zeeuwsche Eilanden
- Gesamtwertung und eine Etappe Internationale Thüringen-Rundfahrt der Frauen
- Weltmeisterschaft – Einzelzeitfahren

2010
- Weltmeisterschaft – Einzelzeitfahren

2011
- Weltmeisterschaft – Einzelzeitfahren

2012
- eine Etappe  Women´s Tour of New Zealand
- eine Etappe  Emakumeen Bira
- Gesamtwertung und eine Etappe Giro del Trentino Alto Adige
- Weltmeisterschaft – Einzelzeitfahren

2013
- Neuseeländische Meisterschaft – Einzelzeitfahren
- Gesamtwertung und eine Etappe Route de France Féminine
- eine Etappe  Tour Cycliste Féminin International de l’Ardèche
- Weltmeisterschaft – Einzelzeitfahren

2014
- Commonwealth Games – Einzelzeitfahren
- Gesamtwertung und eine Etappe Tour Cycliste Féminin International de l’Ardèche

2015
- Neuseeländische Meisterschaft – Straßenrennen
- Weltmeisterin – Einzelzeitfahren

2016
- eine Etappe Joe Martin Stage Race

2018
- Commonwealth Games – Einzelzeitfahren

## Teams
- 2005: Buitenpoort-Flexpoint Team
- 2006: Buitenpoort-Flexpoint Team
- 2007: T-Mobile Women
- 2008: Team High Road / Team Columbia Women
- 2009: Team Columbia Women
- 2010: HTC-Columbia Women’s Team
- 2011: AA Drink-leontien.nl
- 2012: GreenEdge-Ais
- 2013: Wiggle Honda
- 2014: Wiggle Honda
- 2015: UnitedHealthcare Professional Cycling Team
- 2016: UnitedHealthcare Professional Cycling Team
- 2017: Virtu Cycling (ab 2. Juni)
- 2018: Virtu Cycling (bis 26. Mai)